# Denticerus rossii
Denticerus rossii är en skalbaggsart som beskrevs av Riccardo Mourglia och Pierre Téocchi 1994.
Denticerus rossii ingår i släktet Denticerus och familjen långhorningar. Artens utbredningsområde är Sierra Leone och Togo. Inga underarter finns listade i Catalogue of Life.